# Frontflip

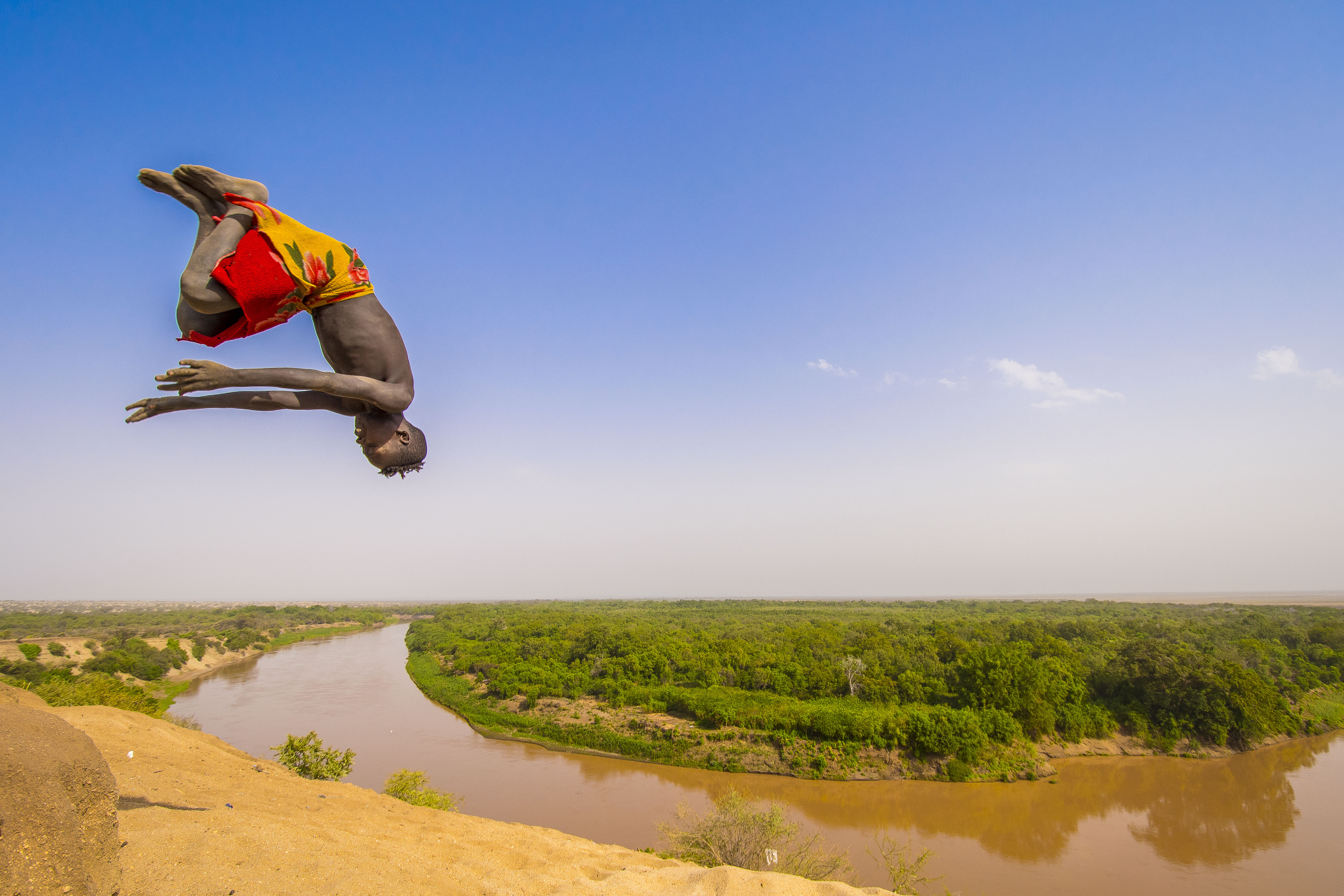

Un frontflip est une figure présente dans plusieurs discipline comme le free-running, le skateboard ou en véhicule à deux roues (moto, moto cross, bmx...). Elle consiste à effectuer un saut périlleux avant à partir d'une plateforme, ou du sol, et retomber sur ses deux jambes ou ses deux roues ou sur son skate.
Cette figure existe depuis la nuit des temps. Bien avant le tacos par exemple. En revanche l'antécedence du frontflip sur le backflip est toujours sujette à controverse.